# ギンスハイム＝グスタフスブルク
ギンスハイム＝グスタフスブルク (ドイツ語: Ginsheim-Gustavsburg) は、ドイツ連邦共和国ヘッセン州グロース＝ゲーラウ郡に属す市である。1930年から1940年までギンスハイムとグスタフスブルクは、現在ラインラント＝プファルツ州の州都であるマインツの市区であった。
2013年2月にヘッセン州政府は、ギンスハイム＝グスタフスブルクに都市権を授与することを承認した。

## 地理

### 位置
ギンスハイム＝グスタフスブルクは、マイン川がライン川に合流する河口部の南岸、マイン市の対岸にあたるマインシュピッツェ地方に位置する。
北緯 50° の緯度線がグスタフスブルク市区を通っており、マイン川の堤防にその標識がある。
ナッケンハイムの対岸付近でライン川本流から分岐したギンスハイマー・アルトラインは、ギンスハイム市区近くで再び本流に合流する。

### 隣接する市町村
ギンスハイム＝グスタフスブルクは、北は郡独立市のヴィースバーデンおよびマイン＝タウヌス郡のホーホハイム・アム・マイン、東はビショフスハイムおよびリュッセルスハイム・アム・マイン、南はトレーブール（以上 3市町村はグロース＝ゲーラウ郡）、西はボーデンハイン（マインツ＝ビンゲン郡）および郡独立市のマインツと境を接している。

### 市の構成
ギンスハイム＝グスタフスブルク市は、ギンスハイム区とグスタフスブルク区の 2つの市区で構成される。

## 歴史

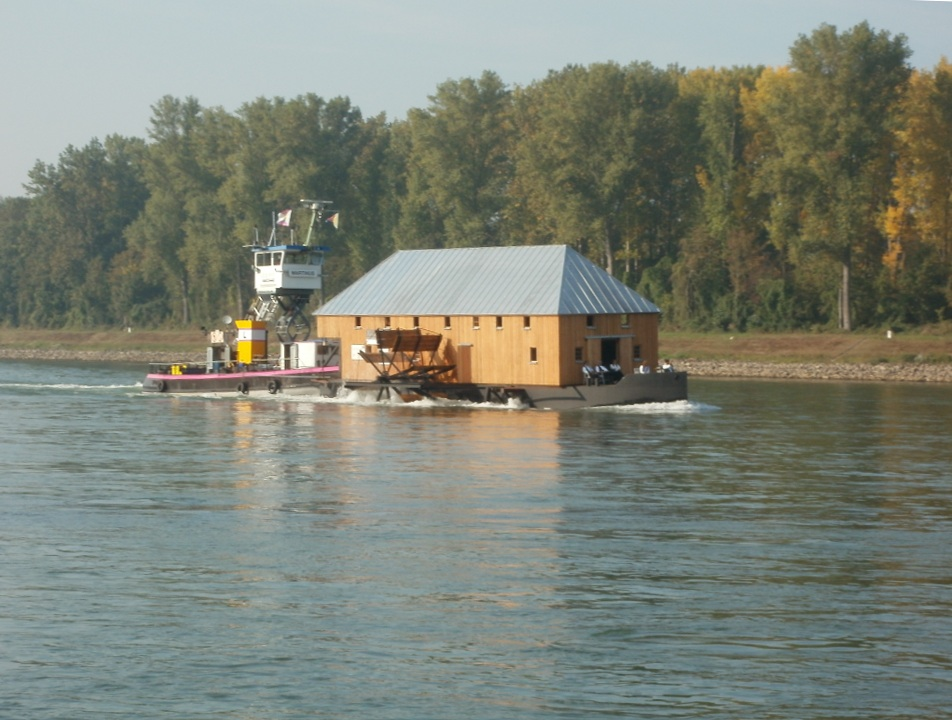
復元された粉挽き船

### ギンスハイム区
この地区の名前は、おそらくフランク人の Gimmo家に由来する。1211年に "Oculus Memorie"（エーバーバッハ修道院の資産目録）に "Ginnensheim" として初めて記録されている。1248年に、それまで帝国領であったこの村は、カッツェンエルンボーゲン伯ディーターに借金の担保として委ねられた。その後、フランケンシュタイン家、ザイエン家、イーゼンブルク家と時代ごとに貴族家の間を譲渡された。そして、1600年にヘッセン方伯ルートヴィヒ5世の所領となった。この村は、三十年戦争で甚大な被害を受け、1634年から1642年まではほとんど人が住まない状態であった。
行政上、ギンスハイムは、1820年までアムト・ケルスターバッハに属した。このアムトは1816年からはヘッセン大公国のプロヴィンツ・シュタルケンブルクに属した。1821年に大公国にラントラーツベツィルク制が導入され、ギンスハイムはラントラーツベツィルク・ドルンベルクの一部となった。1832年にさらに組織変更がなされ、クライス（郡）が設けられた。これによりギンスハイムは、グロース＝ゲーラウ郡に組み込まれた。大公国のプロヴィンツ、郡、ラントラーツベツィルクは1848年7月31日に廃止され、レギールングスベツィルクに改組されたが、1852年5月12日に元に戻された。この1848年から1852年までの間、ギンスハイムはレギールングスベツィルク・ダルムシュタットに属した。1927年にギンスハイムとグスタフスブルクとが合併し、複合自治体ギンスハイム＝グスタフスブルクが成立した。1930年にギンスハイム＝グスタフスブルクは、マインツ＝グスタフスブルクとして、マインツの市区となった。
昔のギンスハイムの典型的な職業は、農民、漁師、粉挽きであった。製粉所はやがて本格的な工業へと発展した。ギンスハイム前に投錨する粉挽き船は、時によって最大 15隻もあった。最後の粉挽き船は 1929年に操業を停止し、保護文化財に指定されてマインツ港に投錨していたが、第二次世界大戦時の爆撃によって破壊された。2011年以降、ギンスハイム前のライン川に歴史的な粉挽き船が再現されている。
第二次世界大戦では、1944年4月22日の深夜、イギリス空軍によるマインツ空襲のためにギンスハイムは甚大な被害を受けた。これにより納屋 22棟、家畜舎 20棟、家屋 3棟とプロテスタント教会が完全に焼失した。この空襲による死者はなかった。1944年の夏にはすでに破壊された納屋、家畜舎、家屋は再建されたが、プロテスタント教会が献堂されたのは 1953年12月6日であった。1945年3月末に第二次世界大戦は再びギンスハイムに打撃を与えた。この地域はたびたびアメリカ軍とドイツ軍との戦場になった。1945年3月28日、この町は降伏し、アメリカ軍がギンスハイムに入場した。戦後この町は、アメリカ占領地域に含まれた。その後ヘッセン州が建設されると、マインツ市のライン右岸の市区はヴィースバーデンに編入されるか、あるいは独立した自治体となった。マインツ＝グスタフスブルクはギンスハイム＝グスタフスブルクとして独立した自治体となり、グロース＝ゲーラウ郡に再び編入された。
ノンネナウ（アルトラインフェリー「ヨハンナ」）、ランゲナウ、ラーベンヴェルトといった中州の牧歌的な風情や、絵画のようなライナウエ（ライン川沿いの草地）はギンスハイムを人気の近郊型保養地にしている。見所は、1746年にバロック様式のホール式教会として建設されたプロテスタント教会である。6月の第1週末に地元のサークルによって開催されるアルトライン祭は、市の内外から多くの見物客を集める。

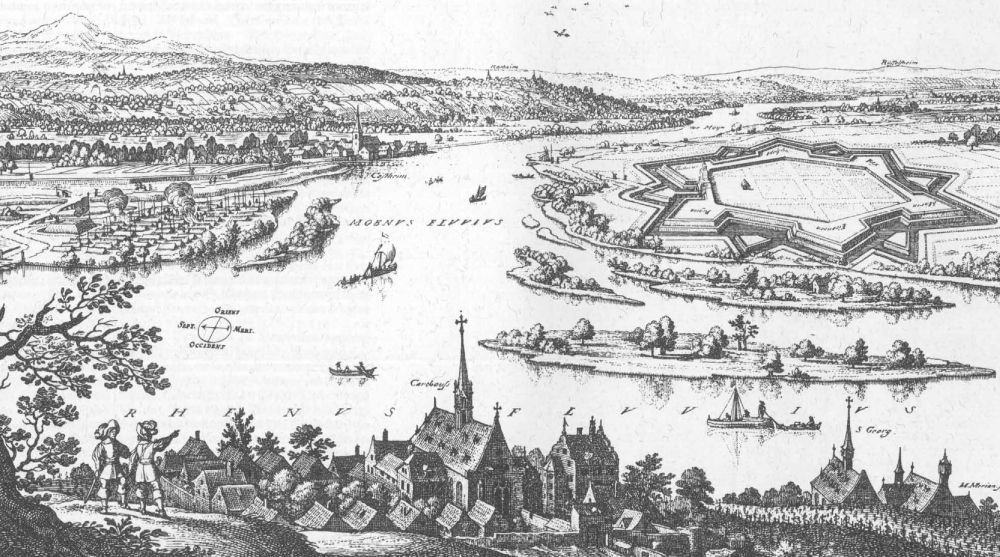
1655年のマテウス・メーリアンの銅版画に描かれたグスタフスブルク。画面右手の要塞がグスタフ・アドルフの要塞

### グスタフスブルク区
この市区の名前は、三十年戦争時の1632年にマインシュピッツに要塞を築いたスウェーデン王グスタフ・アドルフにちなんでいる。この際にローマ時代の墓石が発見され、その複製が現在市役所の玄関ホールに設置されている。1635年にスウェーデン軍はグスタフスブルクを放棄し、その後千変万化の戦争を経て、最終的にはフランス軍に占領された。1673年にマインツ選帝侯ヨハン・フィリップ・フォン・シェーンボルンは要塞を取り壊した。1740年まで、地域計画中唯一の入植地としてレンガ工場が記録されている。
鉄道開通に伴って、1858年にグスタフスブルク港駅が設けられた。その1年後にニュルンベルクのクレット & Co.（後のマシーネンファブリーク・アウクスブルク＝ニュルンベルク (M.A.N.)）がライン川の橋梁建設を開始した。このため、グスタフスブルクに作業場が設けられ、工事労務者とその家族が定住した。村は急速に工業化されていった。1928年の「ドイツ労働展 ― 技術都市」の際に建設されたドレスデンのクーゲルハウス（球状家屋）もこの工場で造られた。
1927年にギンスハイムとグスタフスブルクとが合併し、複合自治体ギンスハイム＝グスタフスブルクが成立した。1930年にギンスハイム＝グスタフスブルクは、マインツ＝グスタフスブルクとして、マインツの市区となった。
戦略上重要なグスタフスブルクは第二次世界大戦中、イギリス空軍およびアメリカ空軍の絶え間ない空襲にさらされた。1942年秋に激しい攻撃を受け、1944年の晩秋以降は、毎日のように空襲警報が鳴り続けた。1945年2月27日、グスタフスブルクは最も激しい攻撃を受けた。主な攻撃目標は、特に1945年3月2日の連合軍戦闘爆撃機による攻撃では、M.A.N.の工場であった。1945年3月末、アメリカ軍の入城により、グスタフスブルクの戦争は終結した。
第二次世界大戦後、1945年にヘッセン州が建設され、マインツ市のライン右岸の市区はヴィースバーデンに編入されるか、あるいは独立した自治体となった。マインツ＝グスタフスブルクはギンスハイム＝グスタフスブルクとして独立した自治体となり、グロース＝ゲーラウ郡に再び編入された。
1983年9月20日に M.A.N. の電算機センターで、ドイツ革命細胞 (RZ) による爆弾テロが起こった。その物的損害額は何百万マルクにも及んだ。
見所は、2つの教会、マイン川の堰、保護文化財に指定されているクラマー＝クレット労働者集落である。ここでは毎年、ロマンチックな雰囲気の中でクリスマスマーケットが開催される。最大の祭がブルクフェスト（城塞祭）である（聖霊降臨節）。

### 自治体ギンスハイム＝グスタフスブルクの成立
1806年にナポレオンはカステル、コストハイム、マーラウエおよび、その前にある中州をフランスの支配下に収めた。ライン川が左岸はすでに1801年にフランス領になっていた。ところがフランスは、コストハイムからマイン川を挟んだ南側には興味を持たなかった。このため、現在のグスタフスブルクの地域はヘッセン＝ダルムシュタット方伯領となった。ギンスハイムも同様であった。1808年12月30日、当時のギンスハイム町長は新たなプロパガンダを行った。その結果、マイン川南岸に土地を所有していたコストハイムの住民たちが、その農地をギンスハイムの農民に売却した。1808年が、事実上、ギンスハイム＝グスタフスブルク誕生の年である。
1927年にギンスハイムとグスタフスブルクは複合自治体ギンスハイム＝グスタフスブルクとなった。
1929年9月28日にギンスハイム＝グスタフスブルクの議会は、マインツ市への合併を採択した。同年11月にヘッセン議会はギンスハイムの町域およびギンスハイマー・ライナウエをプロヴィンツ・シュタルケンブルク、グロース＝ゲーラウ郡から分離して、プロヴィンツ・ラインヘッセン、マインツ郡に移管することを許諾した。1930年1月1日、マインツ市上級市長カール・キュルプの下で公式に合併が成立した。
この状態は 1945年の第二次世界大戦終結まで続いた。終戦後、ライン川がアメリカ占領地域とフランス占領地域との境界線となり、ギンスハイム＝グスタフスブルクはビショフスハイムとともにそれぞれ独立した自治体としてグロース＝ゲーラウ郡に戻された。1945年以後、この町は大きく成長した。1950年代に北東部に M.A.N. の企業村ができ、町の西部や中心部にも住宅が造られた。1990年代には新興住宅地の建設が始まった。
ヘッセン州政府は、2013年2月にこの町に都市権を授与した

### 人口推移
| · | 現在、技術上の問題で一時的にグラフが表示されなくなっています。 |

## 行政

### 議会
ギンスハイム＝グスタフスブルクの市議会は、37議席からなる。

### 姉妹都市
- ブーグネ（フランス、ロワール＝アトランティック県）1989年
- Ballou（セネガル）1989年

この三者相互姉妹都市協定は、2009年にブーグネ側から解消されたが、ギンスハイム＝グスタフスブルクとブーグネ間の姉妹都市協定は継続された。
- ギンスハイムの市庁舎
- グスタフスブルクの市庁舎

## 文化と見所
ギンスハイム区の見所は、ライナウエとアルトライン、ヨット港、プロテスタントのバロック教会、郷土博物館、昔の工業用クレーン。
グスタフスブルク区の見所は、マイン川の堰、マインシュピッツェ、保護文化財に指定されているクラマー＝クレット広場の労働者住宅街、カトリックのヘルツ＝イェズ教会、スポーツ広場（城塞広場）に近くの旧星形要塞の公園
2001年に Bait ul-Ghafur-モスクが建設された。
- アルトラインのフェリー「ヨハンナ」
- ギンスハイムのプロテスタント教会
- ギンスハイムの郷土博物館
- マイン川の堰
- マインシュピッツェ
- グスタフスブルクのヘルツ＝イェズ教会

## 経済と社会資本

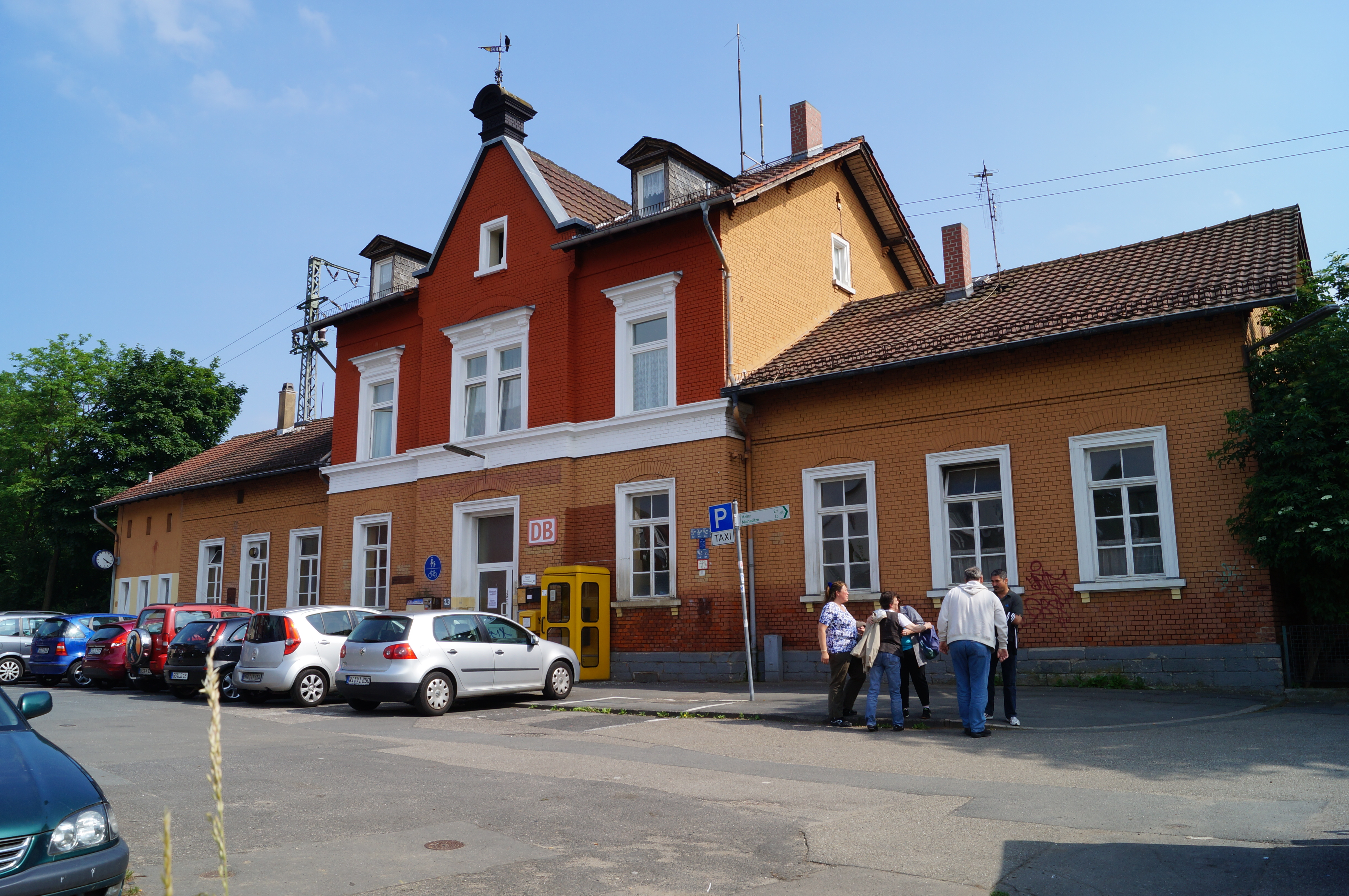
マインツ＝グスタフスブルク駅

### 道路交通
この街は、アウトバーン A60号線（ヴァイゼナウアー橋経由でマインツ方面、あるいはフランクフルト方面）および A671号線（ヴィースバーデン方面）によって広域道路網と結ばれている。2つの市区の間にこれら 2本のアウトバーンが接続するマインシュピッツェ＝ジャンクションがある。グスタフスブルク区を連邦道 B43号線が通っている。

### 鉄道交通
幹線鉄道マインツ - フランクフルト線の、3つのプラットホームを持つマインツ＝グスタフスブルク駅はグスタフスブルクくの南西に位置している。グスタフスブルクは、両大戦間にはマインツの市区であったため、駅名もこれに基づいて命名された。その後マインツ市から分離された後も改名はされず、「マインツ＝」という名前が付けられたままになっている。この駅には、Sバーン S8号線の列車（ハーナウ - フランクフルト中央駅 - フランクフルト空港 - マインツ - ヴィースバーデン）が 30分間隔で発着し、ライン＝マイン交通連盟の第75系統のレギオナルバーン（アシャッフェンブルク - ヴィースバーデン）も時折停車する。
グスタフスブルクのタンク倉庫には貨物列車の引き込み線がある。

### バス交通
マインツ交通会社 (MVG) が運営するマインツ＝ヴィースバーデン交通連盟 (VMW) の第54系統バス路線が両市区とヴィースバーデンのマインツ＝コストハイム区、マインツ＝カステル区、マインツ市街を結んでいる。グスタフスブルク区には VMW の第55系統のバス路線（マインツからやはりマインツ＝カステル区やマインツ＝コストハイム区を経由して）が乗り入れている。VMWの 第60系統のバスはヴァイゼナウアー橋経由でギンスハイムとマインツとを直接結んでいる。いずれのバス路線もライン＝マイン交通連盟の一部である。

### 水運
グスタフスブルク区には、ライン川の港がある。

## 引用
1. ↑  Hessisches Statistisches Landesamt: Bevölkerung in Hessen am 31.12.2023 (Landkreise, kreisfreie Städte und Gemeinden, Einwohnerzahlen auf Grundlage des Zensus 2011)]
2. 1 2  Hessisches Kabinett beschließt Verleihung der Stadtrechte an Ginsheim-Gustavsburg in Die Gemeinde Ginsheim-Gustavsburg informiert 2013年2月28日付け（2013年4月22日 閲覧）
3. 1 2  Historisches Ortslexikon: Ginsheim in Landesgeschichtliches Informationssystem Hessen (LAGIS)（2013年4月22日 閲覧）
4. ↑  Verein Historische Rheinschiffsmühle Ginsheim e.V.（2013年4月22日 閲覧）
5. ↑  Georg Seiring (Hrsg.) / Marta Fraenkel: 10 Jahre Dresdner Ausstellungsarbeit. Dresden 1931, pp. 142-145
6. 1 2  Historisches Ortslexikon: Gustavsburg in Landesgeschichtliches Informationssystem Hessen (LAGIS)（2013年4月23日 閲覧）
7. ↑  “Historisches Ortslexikon - Ginsheim-Gustavsburg”. 2021年8月10日閲覧。
8. ↑  “Kommunalwahlen 1972; Maßgebliche Einwohnerzahlen der Gemeinden vom 4. August 1972” (PDF), Staatsanzeiger für das Land Hessen (Der Hessische Minister des Inneren) (33):  p. 1424, (1972)
9. ↑  “Kommunalwahlen 1977; Maßgebliche Einwohnerzahlen der Gemeinden vom 15. Dezember 1976” (PDF), Staatsanzeiger für das Land Hessen (Der Hessische Minister des Inneren) (52):  p. 2283, (1976)
10. ↑  “Kommunalwahlen 1985; Maßgebliche Einwohnerzahlen der Gemeinden vom 30. Oktober 1984” (PDF), Staatsanzeiger für das Land Hessen (Der Hessische Minister des Inneren) (46):  p. 2175, (1984)
11. ↑  “Kommunalwahlen 1993; Maßgebliche Einwohnerzahlen der Gemeinden vom 21. Oktober 1992” (PDF), Staatsanzeiger für das Land Hessen (Der Hessische Minister des Inneren) (44):  p. 2766, (1992)
12. ↑  “Eckwerte der regionalen Bevölkerungsentwicklung im Überblick” (PDF), Gemeindedatenblatt: Ginsheim-Gustavsburg (HA Hessen Agentur GmbH) 2021年8月10日閲覧。
13. ↑  “Die Bevölkerung der hessischen Gemeinden (30.06.2005)”. 2006年2月9日時点のオリジナルよりアーカイブ。2021年8月10日閲覧。
14. ↑  “Bevölkerung der hessischen Gemeinden (30.06.2010)”. 2010年11月23日時点のオリジナルよりアーカイブ。2021年8月10日閲覧。
15. ↑  “Ergebnisse des Zensus 2011”. 2021年8月10日閲覧。
16. ↑  “Bevölkerung der hessischen Gemeinden (30.06.2015)”. 2016年1月29日時点のオリジナルよりアーカイブ。2021年8月10日閲覧。
17. ↑  2011年3月27日の町議会議員選挙結果、ヘッセン州統計局（2013年4月24日 閲覧）
18. ↑  Open Street Map のマインシュピッツェ＝ジャンクション（2013年4月24日 閲覧）
19. ↑  Minzer Verkehrsgesellschaft のバス路線図（2013年4月24日 閲覧）